# Années 830 av. J.-C.
Les années 830 av. J.-C. couvrent les années de 839 av. J.-C. à 830 av. J.-C.

## Événements
- 838 av. J.-C. : ultime et vaine tentative de Salmanazar III d'Assyrie pour s’emparer de Damas[1]. Hazaël, roi de Damas, profite de ce répit pour se retourner contre Jéhu d’Israël. Victorieux, il occupe Galaad, Gad, Ruben et le Manassé depuis Aröer sur les gorges de l’Arnon, Galaad et Bashân[2].

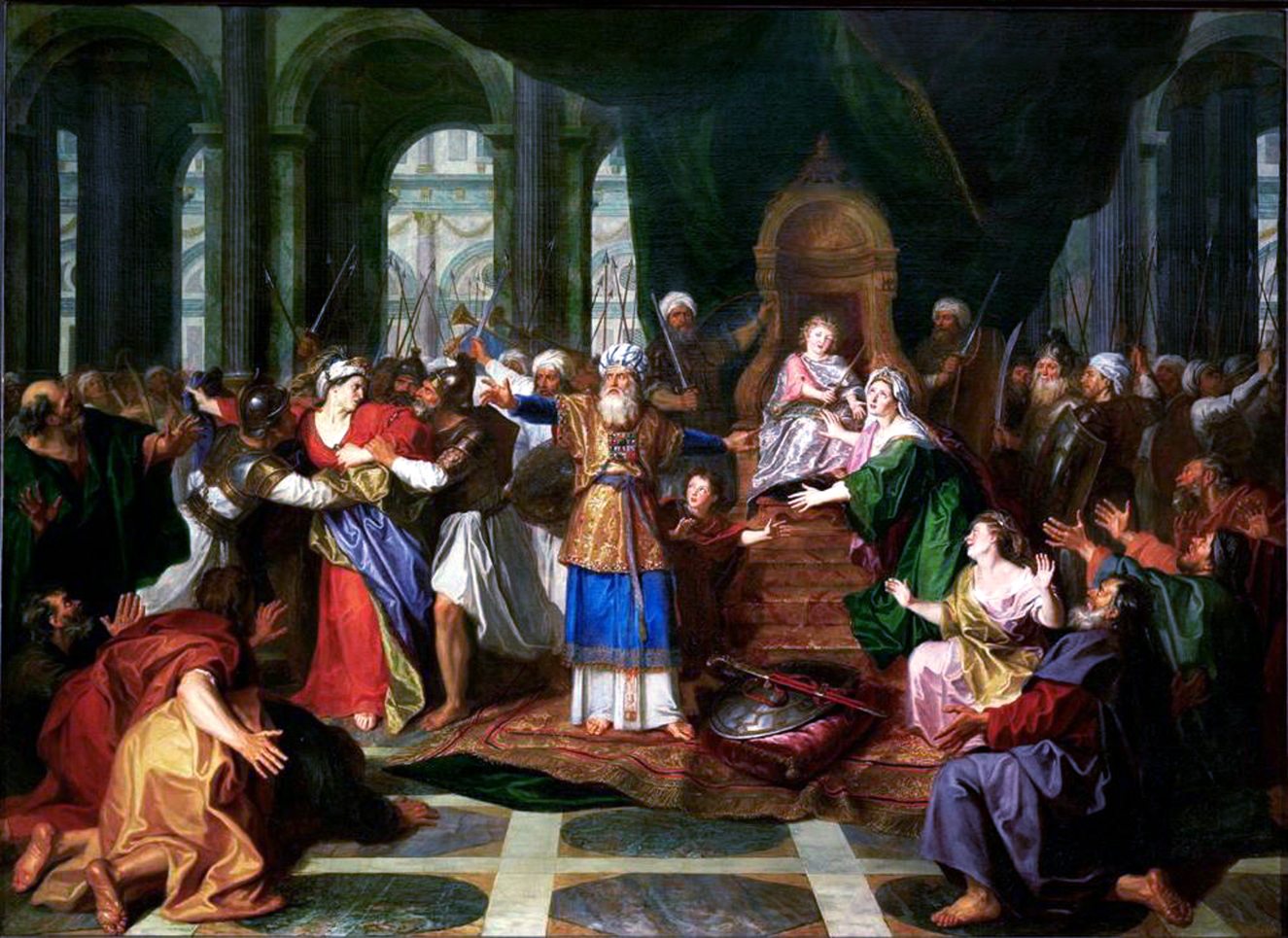
Athalie chassée du temple, Antoine Coypel vers 1697. Musée du Louvre.

- 835 av. J.-C. : Yehôyada, prêtre du temple de YHWH, dont la femme, sœur d’Ochozias de Juda, avait élevé Joas, le fils du roi défunt, décide de mettre fin au régime d’Athalie. Avec l’appui de la garde royale, il fait acclamer le jeune Joas comme roi et exécuter sa grand-mère Athalie. Comme Jéhu en Israël, il fait démolir le temple de Baal et en exécute le prêtre, Mattan. Le règne de Joas débute par plusieurs réformes religieuses et administratives qui plaçaient le royaume sous la direction des prêtres et particulièrement de Yehôyada[3].
- 835-802 av. J.-C. : règne de Joas, roi de Juda[4].
- Vers 835 av. J.-C. : autour du lac de Van, les soldats de Salmanazar III d'Assyrie rencontrent pour la première fois des Mèdes (Madaï) qui entament leur lente migration vers l'ouest[5]. Les Perses, peuple indo-européens sont eux aussi mentionnés par les textes assyriens au nord de l’Assyrie, entre le Tigre et le lac d’Ourmia (royaume de Parsua) en 844 av. J.-C.[6]. Les Mèdes, eux aussi indo-européens, s’installent sur le plateau iranien. Ils semblent exercer une forte pression sur l’Assyrie à l’époque de Salmanazar III. Installés dans les plaines fertiles, ils s’adonnent à l’agriculture et à l’élevage. Divisés en clans autonomes, ils assimilent rapidement la culture assyrienne et atteignent un niveau de vie supérieur à celui des Perses, qui sont des montagnards.